# (3438) Inarradas
(3438) Inarradas (1974 SD5) – planetoida z pasa głównego asteroid okrążająca Słońce w ciągu 5,34 lat w średniej odległości 3,05 j.a. Odkryta 21 września 1974 roku w Obserwatorium Féliksa Aguilara.